# サン・ステファノ条約
サン・ステファノ条約（サン・ステファノじょうやく）は、1878年の露土戦争の講和条約。イスタンブール西方の村・サン・ステファノにおいて1878年3月3日にロシア帝国とオスマン帝国の間で結ばれた。

## 内容
この条約によって、オスマン帝国は多額の賠償金とともに、
- アルメニア、ドブロジャ、ベッサラビア、およびアナトリア東部バトゥミ、カルス、アルダハン、ドゥバヤジト地方（英語版、トルコ語版）のロシアへの割譲
- ルーマニア、セルビア、モンテネグロの独立の承認
- ブルガリアへの自治権の付与（マケドニアを含むブルガリア公国が成立）
- ボスニア・ヘルツェゴヴィナへの自治権付与

などを課せられた。しかし、ヨーロッパ南東部におけるロシアの影響力の拡大、特にブルガリアの領土がエーゲ海に接していることによりロシア海軍がエーゲ海北部に拠点を置くことを恐れたイギリス、オーストリアの干渉により、1878年6月のベルリン会議によって、ブルガリア国境が縮小されてマケドニアはオスマン帝国に復し、ロシアはバヤジト地方などの放棄を余儀なくされた。このことが、後の大ブルガリア主義に発展していくことになる。